# Tromsø Museum
Das 1872 gegründete Tromsø Museum (vollständiger Name: Tromsø Museum – Universitetsmuseet, kurz TMU) in der norwegischen Stadt Tromsø ist die älteste wissenschaftliche Institution im Norden Norwegens. Es gliedert sich in zwei Sektionen: eine für Naturwissenschaft und eine für Kulturwissenschaft. In ihnen werden in Sammlungen die Erforschung der Region der letzten einhundert Jahre dokumentiert. Zu den vier für das Publikum öffentlichen Abteilungen gehören das Polarmuseum im Zentrum der Stadt, das Tromsø Museum selbst in Sørøya, das Schiff M/S Polstjerna in Sørbyen und der Arktisch-Alpine Botanische Garten (Tromsø arktisk-alpin botanisk hage) in Breivika. Weitere Abteilungen sind das Foto-Archiv, eine Museumsbibliothek und die Nordnorwegische Volksmusik-Sammlung (Nordnorsk Folkemusikksamling).
1976 wurde das Museum in die Universität Tromsø eingegliedert. 2010 fusionierte das Tromsø Museum mit dem Polarmuseum.

## Dauerausstellungen
Neben Wanderausstellungen werden im Museum unter anderem folgende Dauerausstellungen gezeigt:
- Archäologische Ausstellung (Arkeologisk utstilling)
- Geologische Ausstellung (Geologisk utstilling)
- Kirchenkunst-Ausstellung (Kirkekunst-utstillingen)
- Samisch-ethnologische Ausstellung (Samisk etnografisk utstilling)
- Verstehe das Polarlicht (Forstå Nordlyset)
- Sápmi – eine Nation entsteht. (Sápmi - en nasjon blir til.)